# Tajlandia na Zimowych Igrzyskach Olimpijskich 2002
Tajlandię na Zimowych Igrzyskach Olimpijskich 2002 reprezentował jeden zawodnik – Prawat Nagvajara.

## Biegi narciarskie
- Prawat Nagvajara

sprint - 66. miejsce
bieg na 30 km - dyskwalifikacja